# マダム・グレ
“マダム・グレ”ことジェルメーヌ・エミリ・クレブ（Germaine Emilie Krebs、1903年11月30日 - 1993年11月24日）は、20世紀に活動したフランスのファッションデザイナー。生涯の大部分をパリで送り、オートクチュール界で“グラン・マダム”と呼ばれ多くの著名人らに愛された。晩年はテレビのバラエティ番組などにゲスト出演し、そのエレガントな着こなしを最期まで視聴者に披露していた。
彼女が立ち上げたデザインハウスの関連会社で、香水を販売している「Parfums Grès」は現在も営業を続けており、スイスに拠点を置いている。

## 歴史
1942年のパリに“グレ”という名のデザインハウスを設立。これ以前の1930年代頃には“Alix”もしくは“Alix Grès”という名で活動していた。彫刻家としての訓練を受けていたグレはファッション業界に身をおき、ウォリス・シンプソン、マレーネ・ディートリヒ、グレタ・ガルボ、ジャクリーン・ケネディ・オナシス、ドロレス・デル・リオなどを含むオートクチュールの提供を行った。グレの作品の特徴は、ガウンにおける、デザインの生地部分を表面へとさらけ出しながらもなお古典的でかつ洗練された感覚を残した裁断であった。オートクチュール末期のデザインハウスとして名声を得たが、その後、自身が「堕落」と呼んだプレタポルテ（高級既製服）が市場を席巻していった。
グレという名前は、夫の名前と自身の名前“alias”から一部分をとったアナグラムとなっている。夫であったロシア人の画家セルゲ・チェレフコフ（Serge Czerefkov）はグレがデザインハウスを設立した後すぐにグレのもとを離れていった。グレはデザインハウスにおいて大きな成功を収めたが、グレ自身が1988年に日本の八木通商に全世界市場の商標権を売却した後は規模が縮小された。2012年、パリにあるグレの最後の店舗が閉店となった。

## 香水
グレの代表的な香水はベルナール・シャン（Bernard Chant）により制作された「カボシャール（Cabochard）」であり、1958 年に販売が開始された。2012年3月時点において、「カボシャール」は生産と販売が続けられている。その他の香水としては以下のようなものがある。
- カボティーヌ (Cabotine)(1990年)
- Folie Douce (1997年)
- Cabaret (2003年)
- Caline (2005年)
- Caline Night (2006年)